# Kumielsk (gromada)
Kumielsk – dawna gromada, czyli najmniejsza jednostka podziału terytorialnego Polskiej Rzeczypospolitej Ludowej w latach 1954–1972.
Gromady, z gromadzkimi radami narodowymi (GRN) jako organami władzy najniższego stopnia na wsi, funkcjonowały od reformy reorganizującej administrację wiejską przeprowadzonej jesienią 1954 do momentu ich zniesienia z dniem 1 stycznia 1973, tym samym wypierając organizację gminną w latach 1954–1972.
Gromadę Kumielsk z siedzibą GRN w Kumielsku utworzono – jako jedną z 8759 gromad na obszarze Polski – w powiecie piskim w woj. olsztyńskim na mocy uchwały nr 24 WRN w Olsztynie z dnia 4 października 1954. W skład jednostki weszły obszary dotychczasowych gromad Kumielsk, Guzki, Gruzy, Grodzisko, Mikuty, Cwaliny, Jakuby i Kukły oraz miejscowość Szymki z dotychczasowej gromady Rakowo Piskie ze zniesionej gminy Kumielsk, a także obszar dotychczasowej gromady Kózki ze zniesionej gminy Biała Piska, w tymże powiecie. Dla gromady ustalono 10 członków gromadzkiej rady narodowej.
31 grudnia 1961 do gromady Kumielsk włączono obszar zniesionej gromady Bogumiły w tymże powiecie.
31 grudnia 1967 z gromady Kumielsk wyłączono dwie części obszaru PGL nadleśnictwo Drygały (89 + 142 ha), włączając je do gromady Biała Piska, a także część obszaru PGR Rakowo Piskie (6 ha), część obszaru wsi Rakowo Piskie (15 ha) oraz części obszarów PGR Borki i PGL nadleśnictwo Wilcze Bagno (razem 416 ha), włączając je do gromady Pisz – w tymże powiecie; do gromady Kumielsk włączono natomiast część obszaru PGL nadleśnictwo Wilcze Bagno (55 ha) z gromady Biała Piska oraz część obszaru PGR Kosinowo (291 ha) z gromady Drygały w tymże powiecie.
31 grudnia 1971 z gromady Kumielsk wyłączono wieś Jeże, włączając ją do gromady Pisz w tymże powiecie.
Gromada przetrwała do końca 1972 roku, czyli do kolejnej reformy gminnej.